# SparkShorts

Logo

SparkShorts è una serie di cortometraggi animati statunitensi prodotti dalla Pixar Animation Studios (proprietà  di The Walt Disney Company). Consiste in un programma in cui ai dipendenti della Pixar sono concessi solo sei mesi e budget limitati per sviluppare cortometraggi d'animazione che sono stati pubblicati sul canale YouTube della Pixar, per poi essere successivamente distribuiti su Disney+.
Purl, Smash and Grab e Kitbull, i primi tre cortometraggi del programma SparkShorts, sono stati pubblicati a SIGGRAPH il 14 agosto 2018 prima di essere distribuito limitatamente a El Capitan Theatre l'8 gennaio 2019. Purl è stato pubblicato il 4 febbraio 2019 su YouTube mentre Smash and Grab e Kitbull rispettivamente l'11 e il 18 febbraio.
I cortometraggi successivi sono usciti il 12 novembre 2019 su Disney+, incluso Float, anziché su YouTube. I cortometraggi sono stati elogiati per i loro temi più maturi rispetto alle produzioni tradizionali della Pixar. Altri cortometraggi sono attualmente in produzione.

## Produzione
Pixar ha annunciato il programma SparkShorts il 18 gennaio 2018. Il programma consiste nel dare ai dipendenti della Pixar sei mesi e un budget limitato per lo sviluppo di cortometraggi indipendenti, tutti basati su esperienze personali. Il programma è stato sviluppato per trovare nuovi registi alla Pixar. Bobby Rubio, sceneggiatore e regista del film Float di SparkShort, ha descritto il programma come "un film diverso dai molti altri tipi di film" sviluppato presso Pixar, mentre Lindsey Collins ha affermato che i cortometraggi sono chiamati SparkShorts perché Pixar "[vuole] scoprire qualche scintilla creativa" nei suoi dipendenti. Jim Morris ha dichiarato: "Il programma SparkShorts è stato progettato per scoprire nuovi narratori, esplorare nuove tecniche di narrazione e sperimentare nuovi flussi di lavoro di produzione", aggiungendo che "[fornisce] un'opportunità per sbloccare il potenziale dei singoli artisti e i loro approcci creativi nel campo del cinema con un budget inferiore rispetto a quello normale [della Pixar]".

## Cortometraggi

### Cortometraggi pubblicati
| n° | Titolo         | Pubblicazione USA | Pubblicazione Italia (Disney+) | Diretto da          | Scritto da          | Scritto da                                               | Prodotto da            | Produttore esecutivo                        | Montato da            | Musiche di          |
| n° | Titolo         | Pubblicazione USA | Pubblicazione Italia (Disney+) | Diretto da          | Sceneggiatura       | Storia di                                                | Prodotto da            | Produttore esecutivo                        | Montato da            | Musiche di          |
| -- | -------------- | ----------------- | ------------------------------ | ------------------- | ------------------- | -------------------------------------------------------- | ---------------------- | ------------------------------------------- | --------------------- | ------------------- |
| 1  | Purl           | 4 febbraio 2019   | 24 marzo 2020                  | Kristen Lester      | Kristen Lester      | Michael Daley, Bradley Furnish, Lester e James Robertson | Gillian Libbert-Duncan | Lindsey Collins                             | Furnish               | Pinar Toprak        |
| 2  | Smash and Grab | 11 febbraio 2019  | 24 marzo 2020                  | Brian Larsen        | Brian Larsen        | Brian Larsen                                             | David Lally            | Collins, Mary Alice Drumm e Dana Murray     | Nicole Vanderneut     | Barney Jones        |
| 3  | Kitbull        | 18 febbraio 2019  | 24 marzo 2020                  | Rosana Sullivan     | Rosana Sullivan     | Rosana Sullivan                                          | Kathryn Hendrickson    | Lindsey Collins                             | Katie Schaefer Bishop | Andrew Jimenez      |
| 4  | Float          | 12 novembre 2019  | 2 aprile 2020                  | Bobby Rubio         | Bobby Rubio         | Bobby Rubio                                              | Krissy Cababa          | Lindsey Collins                             | Gregory Amundson      | Jones               |
| 5  | Wind           | 13 dicembre 2019  | 24 aprile 2020                 | Edwin Chang         | Edwin Chang         | Edwin Chang                                              | Jesús MartÍnez         | Lindsey Collins                             | Tim Fox               | Jimenez             |
| 6  | Loop           | 10 gennaio 2020   | 22 maggio 2020                 | Erica Milsom        | Erica Milsom        | Adam Burke, Matthias De Clercq e Milsom                  | Michael Warch          | Lindsey Collins                             | Jason Brodkey         | Mark Orton          |
| 7  | Out            | 22 maggio 2020    | 22 maggio 2020                 | Steven Clay Hunter  | Steven Clay Hunter  | Steven Clay Hunter                                       | Max Sachar             | Lindsey Collins e David Lally               | Noah Newman           | Jake Monaco         |
| 8  | La tana        | 25 dicembre 2020  | 25 dicembre 2020               | Madeline Sharafian  | Madeline Sharafian  | Madeline Sharafian                                       | Mike Capbarat          | Lindsey Collins                             | Anna Wolitzky         | N/A                 |
| 9  | Vent'anni      | 10 settembre 2021 | 10 settembre 2021              | Aphton Corbin       | Aphton Corbin       | Aphton Corbin                                            | Erik Langley           | Nicole Paradis Grindle & Micheal K. O'Brien | Amera Rizk            | ASTU                |
| 10 | Nona           | 17 settembre 2021 | 17 settembre 2021              | Louis Gonzales      | Louis Gonzales      | Mike Wu                                                  | Courtney Casper Kent   | Nicole Paradis Grindle & Micheal K. O'Brien | Jennifer Jew          | Cristy Road Carrera |
| 11 | Self           | 2 febbraio 2024   | 2 febbraio 2024                | Searit Kahsay Huluf | Searit Kahsay Huluf | Searit Kahsay Huluf                                      | Eric Rosales           | Andrew Beall e Katherine Sarafian           | Will Starling         | Jennifer Rowekamp   |

#### Purl
Un gomitolo di lana antropomorfo di nome Purl diventa il primo gomitolo di lana a lavorare in un'azienda chiamata B.R.O. Capital, ma è discriminata dai suoi colleghi umani. Purl cambia prontamente il suo aspetto e la sua personalità per adattarsi, ma presto scopre che potrebbe non essere la migliore idea per farlo.

#### Smash and Grab
Ambientato in un pianeta futuristico simile a Marte, due robot pieni di lavoro, chiamati rispettivamente Smash e Grab, devono combattere per la libertà dopo aver scelto di fuggire dalla loro faticosa routine di lavoro.

#### Kitbull
Un gattino indipendente forma un'improbabile amicizia con un pit bull che viene maltrattato, che alla fine sceglie di aiutare a fuggire dai suoi proprietari.

#### Float
Dopo aver scoperto che suo figlio ha la capacità di volare, il padre cerca di nascondere al mondo le capacità del figlio. Quando alla fine la sua capacità diventa pubblica, il padre deve scegliere tra scappare o accettare suo figlio.

#### Wind
Una nonna e suo nipote si ritrovano a raccogliere detriti dopo che sono rimasti intrappolati in un abisso infinito, e presto realizzano il loro sogno di fuggire.

#### Loop
Una ragazza autistica e un ragazzo chiacchierone devono imparare a capirsi per compiere una gita in canoa in un lago urbano.

#### Out
Nella vita di Greg trovano normalmente posto la famiglia, l'amore e un piccolo cane molto vivace. Ma il giovane nasconde un segreto (che è omosessuale) e oggi, con l'aiuto del furbo cagnolino e di un pizzico di magia, Greg potrebbe scoprire di non avere, in realtà, nulla da nascondere.

#### La tana
Originariamente previsto per essere distribuito nelle sale insieme al lungometraggio della Pixar Soul.
Una giovane coniglietta cerca di costruire la tana dei suoi sogni, mettendosi in imbarazzo ogni volta che scava accidentalmente nella casa di un vicino.

#### Vent'anni
Il cortometraggio racconta le sfide e le insicurezze che comporta il fatto di 'diventare grandi'. È questo ciò che Gia deve affrontare la sera del suo 21º compleanno.

#### Nona
Una nonna vedova decide di guardare il suo programma televisivo preferito, un incontro di E.W.W. Smashdown Wrestling, quando le viene improvvisamente chiesto di badare alla sua nipotina Renee di 5 anni.

#### Self
Una bambola di legno desidera disperatamente integrarsi e fa un'infausta richiesta a una stella, dando inizio a un viaggio di auto-scoperta. Il suo desiderio di mescolarsi con i suoi coetanei la porta lungo un percorso dannoso, mettendo alla prova la sua prospettiva su chi è veramente e dove appartiene. Questo film rappresenta la prima animazione ibrida in stop-motion realizzata dalla Pixar.

## Colonna sonora
| Titolo                                              | Data di uscita USA | Musiche di     | Etichetta                               |
| --------------------------------------------------- | ------------------ | -------------- | --------------------------------------- |
| Purl (Original Motion Picture Soundtrack)           | 3 marzo 2019       | Pinar Toprak   | Hollywood Records (Walt Disney Records) |
| Smash and Grab (Original Motion Picture Soundtrack) | 5 aprile 2019      | Barney Jones   | Hollywood Records (Walt Disney Records) |
| Kitbull (Original Motion Picture Soundtrack)        | 23 aprile 2019     | Andrew Jimenez | Hollywood Records (Walt Disney Records) |
| Float (Original Motion Picture Soundtrack)          | 28 febbraio 2020   | Barney Jones   | Hollywood Records (Walt Disney Records) |
| Wind (Original Motion Picture Soundtrack)           | 28 febbraio 2020   | Andrew Jimenez | Hollywood Records (Walt Disney Records) |
| Loop (Original Motion Picture Soundtrack)           | 28 febbraio 2020   | Mark Orton     | Hollywood Records (Walt Disney Records) |
| Out (Original Motion Picture Soundtrack)            | 3 luglio 2020      | Jake Monaco    | Hollywood Records (Walt Disney Records) |
| Burrow (Original Motion Picture Soundtrack)         | 25 dicembre 2020   | N/A            | Hollywood Records (Walt Disney Records) |

## Temi
I corti del programma SparkShorts sono stati elogiati per avere temi più maturi rispetto alle precedenti produzioni Pixar. Purl è stato elogiato da molti come un'allegoria per la disuguaglianza di genere e il femminismo, che Meghan Mehta di Study Breaks ha notato che è "maturo per il target di riferimento della Pixar". Alex Reif di Laughing Place ha affermato che Smash and Grab è "una storia su due lavoratori che non hanno gli stessi lussi di quelli che li controllano". Nick Skillicorn di Idea to Value ha ritenuto che il programma SparkShorts "permetta ai dipendenti di usare la propria vena creativa in nuovi modi e provare idee che non sarebbero mai accettate in un lungometraggio rivolto alle famiglie".

## Riconoscimenti

### Kitbull
- 9 febbraio 2020 – Premio Oscar[17]
  - Candidato per Miglior cortometraggio d'animazione

## Altri media

### Documentario
Il 29 gennaio 2020, Disney ha annunciato che una serie di documentari senza titolo incentrata sulla serie SparkShorts è in fase di sviluppo per Disney+. La serie, fornirà "uno sguardo coinvolgente alla prossima generazione di registi Pixar", sarà prodotta da Brian McGinn, Jason Sterman e David Gelb.